# Cephaloalcyonidium morchellanum
Cephaloalcyonidium morchellanum is een mosdiertjessoort uit de familie van de Clavoporidae. De wetenschappelijke naam van de soort is voor het eerst geldig gepubliceerd in 2006 door d'Hondt.